# Mesquito (foguete)

O foguete de sondagem Mesquito

O Mesquito é um novo foguete de sondagem, veículo desenvolvido pela NASA para o programa de foguete de sondagem em Wallops Island, Virginia. O "Skeeter" (da semelhança ao nome de mosquito) foi desenvolvido para fornecer medições a bordo de foguetes da região mesosférico da atmosfera superior. Uma área de grande interesse da ciência está na região de 82-95 km, onde o entendimento convencional de ruídos física está sendo contestado.
O Skeeter é um de dois estágios de foguete de sondagem utilizando um diâmetro de 9 polegadas (230 mm) do motor do foguete de propulsor sólido como o dispositivo de propulsão do primeiro estágio. O voo inaugural ocorreu em 6 de maio de 2008, a partir da LC-2 na Wallops Flight Facility.

## Histórico de lançamento
| Data              | Hora(GMT)   | S/N    | Missão | Resultados | Observações       |
| ----------------- | ----------- | ------ | ------ | ---------- | ----------------- |
| 6 de maio de 2008 | 18:00-20:00 | 12.065 | Teste  | Sucesso    | Voo inaugural     |
| 7 de maio de 2008 | 18:00-20:00 | 12.066 | Teste  | Falha      | Perda de controle |